# 北九州メディアドーム
北九州メディアドーム（きたきゅうしゅうメディアドーム）は、福岡県北九州市小倉北区三萩野にある多目的ドームである。

## 概要
1998年10月に竣工（開業式典は同年10月4日）し、競輪用のレーストラック（競輪場については小倉競輪場の項で詳述）と、スポーツ・文化系のイベントを開催できる多目的アリーナ、収容人員は最大20000人（立見席、アリーナ席を含む）。
屋根の形状は、主に（自転車競技としての）ケイリンやスプリントなどのトラックレースや、ロードレースなどで使用される自転車競技用ヘルメットをモチーフとしている。
開業時にはインターネット等のマルチメディアを体験できるハイテク科学館「アリスラボ」も併設されていたが閉鎖され、2006年10月からはボートレース若松専用の場外舟券発売場「ボートレースチケットショップ北九州メディアドーム（旧ミニボートピア北九州メディアドーム）」となっている。

## アリーナゾーン
トラックの内側はアリーナゾーンとなっており、コンサート、スポーツ、文化イベントに幅広く対応できる設計となっている。広さは5000m2。残響は3.6秒でコンサートホール級。またアリーナ席は最大15,000人分の収容能力を誇る。
2009年よりアニうた KITAKYUSHUが毎年（2012年・2015年・2020年・2021年を除く）開催されており、2013年には北九州市制50周年を記念しNHKのど自慢が開催された。
Fリーグのボルクバレット北九州（F1リーグ）のホームアリーナとして2023/24シーズンから使用している。

## 交通アクセス
- 北九州モノレール小倉線香春口三萩野駅下車、徒歩7分。
- 西鉄バス北九州宇佐町バス停下車、徒歩6分
- 西鉄バス北九州三萩野バス停下車、徒歩14分
- 北九州都市高速道路4号線足立出入口から1分
- 国道3号・国道10号三萩野交差点から1分